# Хемпстед (Њујорк)
Хемпстед (енгл. Hempstead) град је у америчкој савезној држави Њујорк.

## Демографија
По попису из 2010. године број становника је 53.891, што је 2.663 (-4,7%) становника мање него 2000. године.
| Група             | 2000.          | 2010.          |
| Белци             | 7.460 (13,2%)  | 3.548 (6,6%)   |
| Афроамериканци    | 29.678 (52,5%) | 26.016 (48,3%) |
| Азијати           | 745 (1,3%)     | 751 (1,4%)     |
| Хиспаноамериканци | 17.991 (31,8%) | 23.823 (44,2%) |
| Укупно            | 56.554         | 53.891         |